# Пионер (Кривой Рог)
Пионер — исторический район в Покровском районе города Кривой Рог Днепропетровской области.

## История
Заложен в 1930-х годах в связи с быстрым строительством шахт.
Развитие получил в 1950—1970-х годах. 

## Характеристика
Расположен в центре южной части Покровского района на левом берегу реки Саксагань.
Имеет 4 улицы, на которых проживает 5000 человек.
На территории района расположен Свято-Покровский женский монастырь, автотранспортный колледж КНУ.